# 秩父鉱山

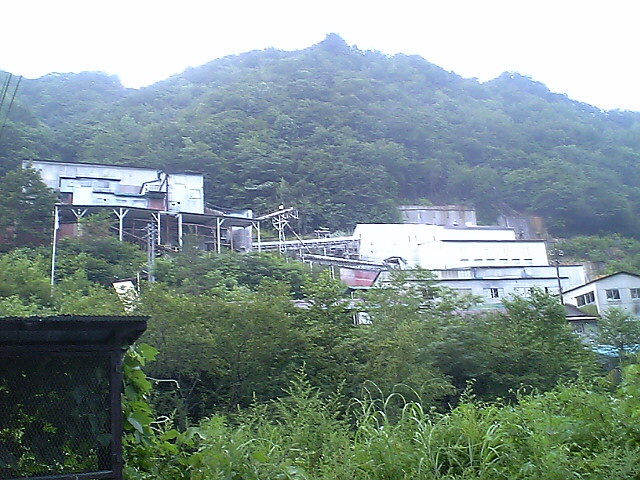
本施設の様子

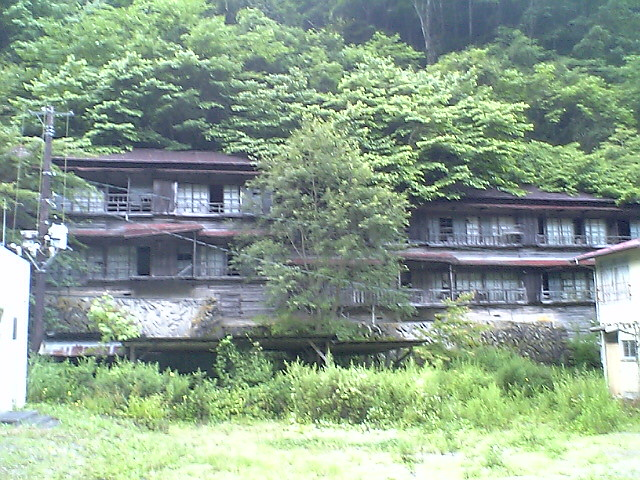
社宅跡

秩父鉱山（ちちぶこうざん）は、埼玉県秩父市の西方、中津川上流にあった鉱山。140種類もの鉱物を産出した世界にも珍しい鉱山である。

## 地質
秩父鉱山周辺は秩父帯の堆積岩であるが、石英閃緑岩マグマの貫入によって接触変成している。特に石灰岩との接触によってスカルン鉱床を形成しており、採掘の対象となる結晶質石灰岩（大理石）や各種の金属鉱物を産した。

## 閉山時の運営
- 運営会社
  - ニッチツ資源開発本部
- 所在地
  - 埼玉県秩父市中津川字小倉沢420番地
- アクセス
  - 埼玉県道210号中津川三峰口停車場線
  - 金山志賀坂林道
- 産出物
  - 石灰石(大理石)

## 沿革
- 1600年頃 秩父鉱山発見。甲斐武田氏が金・砂金を採掘。
- 1765年 金採掘のため平賀源内が入山。
- 1910年 東京の柳瀬商工株式会社が買収。鉄鉱開発を行う。
- 1916年 鉱山 - 皆野間に架空索道を建設。
- 1937年 日窒鉱業開発株式会社が買収。3年後本格操業開始。
- 1950年 日窒鉱業株式会社（現在のニッチツ）設立。
- 1960年代 亜鉛、磁鉄鉱など採掘、最盛期には年50万トンを出鉱する。
- 1969年 珪砂の採掘を開始。
- 1978年 結晶質石灰岩以外の採取を終了[1]。
- 2022年9月30日　結晶質石灰石事業終了に伴い閉山[2]。
- 2022年12月31日　ニッチツ秩父事業所、秩父営業所閉鎖[3]。

## 文化財
- 源内居 - 江戸時代後期に平賀源内が鉱山開発の拠点とした居宅[1]。秩父市指定史跡[1]。
- 幸島家の鉱山記録 - 中津川地区の幸島家（さしまけ）に伝わる中津川地区の沿革や鉱山関連の記録などからなる縦帳[1]。秩父市指定有形文化財（古文書）[1]。